# 絕地要塞2
《絕地要塞2》（簡稱：TF2）是由維爾福公司開發的一個團隊作戰型免费線上多人第一人稱射擊遊戲。該遊戲是Valve先前《Team Fortress Classic》的續作，於2007年10月10日以橙盒三合一方式在Windows和Xbox 360平台上首次發行。PlayStation 3版緊接著在2007年11月22日發行。TF2後來在2008年4月9日在Windows上發行單行版。TF2線上下載版是由Steam負責，而零售版則由美商藝電發行。該遊戲的開發是由羅賓·沃克及約翰·庫克所領導，他們兩位是1996年給雷神之錘使用的絕地要塞模組原始設計師。
TF2開發計畫早在1998年就已發佈，採用維爾福的GoldSrc引擎，然而自那時起便經歷了種種的設計概念變化。在1999年公開的截圖顯示，該遊戲外觀脫離其前代TF設計轉而追求更真實更軍事化的遊戲元素；然而設計在其9年開發期間不斷的變化。最終成品採用了深受J. C.萊安德克、迪恩·康沃爾及諾曼·洛克威爾藝術影響的卡通視覺效果，並由Source引擎所支援。遊戲本身圍繞在由9種個性獨立鮮明職業組成的兩組人馬，於諜對諜的場景下進行種種模式的戰鬥。
由於有6年遊戲開發資訊付之闕如或無顯著進展，導致該遊戲一度被貼上的標籤。且還是Wired News年度空頭軟體名單裡的常客，與其他業界恥辱並列成受取笑的對象。隨著該遊戲的發行，TF2就其遊戲圖形、平衡性、喜劇幽默、與專為多人遊戲設計的完整人物個性等特色而受到諸多好評及獎項。

## 遊戲內容
如其前作，TF2遊戲焦點集中於兩支對立小組間達成某目標的對戰。這三支小組：可靠的挖掘爆破公司（英語：Reliable Excavation and Demolition，簡稱RED，縮寫成紅隊）、建造者聯盟（英語：Builders League United，簡稱BLU，縮寫成藍隊）以及黑礦石公司（灰隊，用來製造機械人，在MVM (MANN VS MACHINE)模式中出現），用來代表三個秘密控制地球上任何政府的控股公司。玩者玩家可以從九種各具獨特優勢和弱點的職業中選擇一個來進行遊戲。雖然從前作原型絕地要塞經典版面世以來各職業能力已有所變異，但各職業的基本要素仍舊保留了下來。在非官方模組中亦有黑隊（O.W.N）出現。遊戲釋出時有6個官方地圖，而隨後的遊戲更新裡跟著7個額外的地圖及5個競技場模式地圖。當玩者第一次加入某一關卡，會有個導引視頻顯示如何完成目標。在PC平台上遊戲的人數上限為24人（但部分伺服器會改變人數限制，能支援32人，而經過第三方修改更能支援高達36人），在Xbox360或PlayStation 3平台上上限為16人。另外，許多的社群自組的關卡也已發行。
TF2是Valve第一款提供個別玩家詳細統計數據的多人對戰遊戲。該數據包括在某單一回合裡各個職業使用時間長短、誰「達陣」最多或者哪種目標被完成最多次。這些持續顯示的數據讓玩者了解如何改進技巧，例如玩家可緊盯他在某回合裡給予對手多少傷害。TF2亦針對完成某些特定苦差提供種種「成就」獎賞玩家，例如殺敵到指定數量、或者在某段時間內完成某一回合。針對職業的新獎勵套餐亦隨更新加上，這一旦為玩者達成特定目標解鎖後將賦予各個職業新的能力與武器。已解鎖的成就與之前進行遊戲的統計數據會公示在Steam社群或者Xbox Live個人檔案明細裡。

### 劇情
絕地要塞2的故事情節並沒有在遊戲中出現，而是在官方網站上以漫畫或動畫形式持續發展中。

### 職業

由左至右為：火焰兵、工程師、間諜、重裝兵、狙擊手、侦查兵、火箭兵、爆破兵、医护兵

TF2中玩者可扮演9種職業，可依其職能劃分為進攻、防守及支援三種類別。每種職業至少有三種武器：一把職業獨有的主要武器、一把如霰彈槍（以伊薩卡37泵動式霰彈槍和雷明登870泵動式霰彈槍作為藍本）或手槍（以瓦尔特PP手槍作為藍本）的次要武器和一把各職業不同的近身格鬥用武器（如：以蝴蝶刀作為藍本的刀子）。大部份武器都是採用隨機爆擊和小爆擊，亦有一些武器要在特定情況才有爆擊、使其他武器有爆擊或小爆擊加成或是沒有隨機爆擊。

#### 進攻
- [16]
- 火箭兵[17]
- 火焰兵[18]

#### 防守
- 爆破兵[19]
- [20]
- 工程师[21]

#### 支援
- [22]
- [23]
- [24]

## 開發過程

### 起源
絕地要塞（簡稱TF）原本始於《雷神之鎚》的一個免費模組。絕地要塞軟體工作室核心人物羅賓·沃克及約翰·庫克早期接受維爾福公司承包委託，後來於1998年成為該公司的正式雇員，TF2亦隨之轉用GoldSrc引擎開發。隨著絕地要塞軟體公司的收購，該軟體的製作升等並被行銷為一個單獨的零售版遊戲產品；為了要綁住TF迷的心—同時因為長時間等待的關係，許多TF玩者購買《戰慄時空》的唯一目的就是期待免費的TF2發行—沃克與庫克的工作始於單單移植遊戲，而成果就是1999年發行的免費絕地要塞經典版。值得注意的是，TFC完全建構在任何人可公開取得的《戰慄時空軟體開發包》，以對社群及業界展示開發包的彈性。
在Valve 3個月期間的契約性打工經歷，讓沃克與庫克受到很大的影響。現在他們為他們所設計的遊戲全職工作。該遊戲當時正經歷快速的變動。TF2在當時計畫為一款描述現代戰爭的遊戲，其指揮系統包括一名可鳥瞰戰場與空降於敵後的指揮官、網路語音通信、以及其他種種的創新。

### exactexact早期開發

TF2遊戲的風格在發展中經歷巨大的改變

TF2的新設計在1999年E3遊戲展上公佈，而因而贏得了許多獎項，包括最佳線上遊戲與最佳動作遊戲獎。在當時TF2稱為《絕地要塞：手足兄弟》（Team Fortress: Brotherhood of Arms），且沃克與庫克是否會繼續待在Valve工作的情勢變得明朗化。TF2有著許多在當時E3遊戲展既新奇且史無前例的技術：變量動畫技術將多個個別的角色動作動畫融合成更順暢、更栩栩如生的角色動作、以及英特爾的所謂可隨畫面上元素遠離而動態的降低其精細度，藉以提高效能的多重分辨率组合技術（這種技術後來隨著記憶體價格下降而遭淘汰；今日遊戲使用一種稱為细节层次的技術，细节层次技術佔用較多記憶體，不過處理器較不吃力）。在展覽上並沒有宣布發行日。
到了2000年中，Valve第二次將絕地要塞2發售日期延後。該公司將延期原因歸咎於把開發轉換到Valve自主知識產權、自行設計的引擎—即今日被稱作Source引擎—上開發。雖然在2003年有個小小提示表示TF2時間設定是界於《半条命》與《半条命2》之間，不過自大約自2000年開始TF2就進入了6年的完全消息靜默，而這種情況一直持續到2006年7月13日為止。在這6年期間，沃克與庫克皆忙於Valve的諸多專案—沃克是《戰慄時空2首部曲：浩劫重生》的項目主管而庫克成為了Steam的開發人員—這種情況引起了玩者懷疑還常受媒體提及的TF2是否還是個開發中專案。

### 最終設計
TF2下個重大公開開發消息速報是跟著2004年《半条命2》的發行而來。在當時Valve的行銷經理道格·倫巴迪（Doug Lombardi）宣稱TF2仍舊還在開發，且這受眾玩者關注的遊戲可能在《半条命2》之後發行。當然這件事並沒有發生；更不用說倫巴迪針對《半条命2：浩劫重生》的早期訪談裡又重彈舊調了無新意。在《戰慄時空2：二部曲》發行前，加布·纽维尔（Gabe Newell）再度告訴媒體TF2即將到來，且會在1個月後，即2006年7月的EA夏季遊戲展再度與玩者見面。
沃克於2007年3月表示，時至最終設定塵埃落定為止，Valve私下「大概開發了3到4款不同的遊戲」。由於TF2開發時程已經拖得很長，它常常與另一個經過多年的開發延期與引擎轉換、讓玩家望眼欲穿的遊戲：《永遠的毀滅公爵》相提並論。TF2當時釋出的beta版以6個多玩者地圖為特色，其中3個包括了可跳過、由遊戲設計師、關卡設計師、角色設計師的解說，以藉此對遊戲開發史提供更多資訊。
TF2並不試著走其他像《半条命2》、《胜利之日：起源》（Day of Defeat: Source）、以及《絕對武力：次世代》那些使用Source引擎遊戲的那種講究寫實風格的道路。相反的，該遊戲使用風格更強烈、類似卡通的藝術表達方式，它「深受20世紀早期商業畫報的影響」。遊戲所達到的特效使用Valve所自行開發的特殊上色光影技術，大量使用Phong著色法。遊戲裡的開發解說表露該遊戲採用卡通風格的部分原因是要以寫實的術語解釋地圖與角色有困難。把遊戲從強調擬真設定的那種情況抽離就可免除解釋的困擾。TF2伴隨著《戰慄時空2：二部曲》首次揭露了Source引擎的新動態光影、微顆粒、以及種種未發表的技術。TF2亦是首個實現Source引擎的新面部動畫3功能的遊戲。
TF2畫風的靈感來自J. C.萊安德克（J. C. Leyendecker），還有迪恩·康沃尔（Dean Cornwell）及诺曼·洛克威尔（Norman Rockwell）。這些插畫家的那種透過強烈剪影以吸引觀眾去注意某特定細節的特殊風格為TF2所借鏡來使遊戲模型更為突出，其焦點在使角色所代表的小組、職業、以及手頭武器容易識別。使用在某職業上的剪影與動畫使得即使與觀者有段距離其特徵仍舊顯著，而顏色的配搭吸引觀者忽略胸膛區域而集中焦點於選定的武器上。
地圖設計帶有有著強烈的諜對諜風格：典型的間諜要塞，藏在不起眼的建築如工業倉庫及農場內，為其建築物為何長得像左鄰右舍提供了可信性。基地藏了多種誇張的超級武器如雷射砲、核彈頭、以及導彈發射設施，這些武器賦予了雙方爭奪的目標。中立的空間介於基地間。地圖視覺上有點亂，且具印象派模組風格，以讓敵人更容易被發現。使用印象派設計亦影響物件表面紋理，這些紋理皆是根據照片過濾過並用手修過，對物件賦予渾厚堅實質感且讓TF2外表與眾不同。另外，基地的設計讓玩者不管何時立刻可知他們身處何地。紅方基地用代表溫暖的色調、較天然建材、及有菱有角的形狀；藍方使用代表涼爽的顏色、工業建材及以矩形作代表。

### 遊戲發行和後繼更新
在2006年7月美商藝電記者會裡，Valve透露了《絕地要塞2》將跟著《橙盒》發行，以作為其多玩者遊戲的部分。記者會中公布的短片顯示所有9種職業，並第一次展示遊戲新奇的、天馬行空的視覺效果。Valve總監加布·紐維爾表示該公司的目標是製作「外觀最佳、最好玩的職業分工合作的多玩者對戰遊戲」。整個遊戲的beta版本於2007年9月17日釋出，獻給預購《橙盒》並已激活其黑盒優帶劵的客戶（這優待劵亦在ATI HD 2900XT顯示卡裡包含）以及Valve Cyber Café計畫的會員。測試版一直持續到遊戲最終發行前為止。TF2在2007年10月10日發行。發行方式透過Steam線上付費認證下載，以及作為《橙盒》三合一零售包的方式出版，價格是個別遊戲平台的建議零售價。《橙盒》亦包括了《戰慄時空2首部曲：浩劫重生》、《戰慄時空2：二部曲》、以及《傳送門》三個遊戲。Valve對那些透過Steam在10月10日前預購《橙盒》者9折優惠，同時也讓這些人有機會參與beta版測試。自《絕地要塞2》發行以來，Valve就持續不斷地透過Steam釋出免費更新與補丁。對於XBox 360平台上TF2新遊戲內容的開發已經敲定，至於PlayStation 3平台Valve在當時的看法是「還未確定」。然而，PlayStation 3版本的TF2改善了遊戲裡的許多問題，其範圍從圖形顯示到上網連線等；這次更新是以补丁模式釋出，它也修正了《橙盒》裡除TF2以外其他遊戲的問題。該更新已在PC平台上釋出，且Xbox 360計畫隨後跟進。更新包括新的官方地圖及遊戲模式、以及對職業的調整、外加可透過遊戲中的成就系統解鎖的新武器。除了Valve官方的持續開發，TF2亦由其愛好者利用原本製作該遊戲的工具軟體擴充。Valve亦在其更新中夾帶了許多最受歡迎由社群製作的關卡。雖然開發者試著與Xbox 360開發者微軟協商以讓這些更新免費，但遭微軟否決，故Valve宣布他們會把許多更新打包一起釋出以使其定價合理。目前更新的系列讓各職業獲得可供選用的武器附帶種種不同的能力外，在同時也對每個可解鎖得到的武器設定了其缺陷以維持對戰平衡。現在所有職業皆已更新完畢，最後，所有的職業皆會更新。Valve已設立一個網誌讓玩者追蹤仍在開發中的TF2最新進展。
2009年12月17日，一個為士兵和爆破手而推出的更新名為“戰爭!”（WAR!）。士兵和爆破手兩方面之間需要透過擊殺對方以爭奪新的解鎖武器；更新同時包括了一個重大改革的庫存系統，讓玩家透過更新同時推出的合成物品系統以取得一些各具特色、完成「成就」也不可能取得的解鎖武器和帽子。在這7天的更新之中，鼓勵玩家操控火箭兵和爆破人其中一種職業，儘量消滅操控著另一種職業的玩家，而在最後優勝的職業將可以獲得第4項武器。在更新的最後一天透露，火箭兵由于消滅了更多爆破兵，因此火箭兵可以取得秘密的解鎖武器“炮艇”（Gunboats）。該解鎖武器可以大幅減少火箭跳對自身造成的傷害，並作為其中一種副武器使用。在這次更新之中還推出了試用版的絕地要塞2機器人系統，建基於求生之路的人工智能系統，而最初亦只能夠在山丘之王模式之中使用。
2010年6月10日，絕地要塞2推出了Mac OS X平台版本。所有使用麦金塔电脑的玩家在6月14日之前預購，還可以收到一個新的遊戲物品，耳機。這物品可以供麦金塔电脑或是Windows平台上的玩家佩帶並且使用。
2011年6月23日，Valve正式宣布军团要塞2的基本游戏内容将永久免费。先前已经购买游戏，或在此日期之后购买啟動零售版的玩家则可以获得高级帳號，享受更多的游戏内容，如更多的游戏道具、完整的交易功能等。
2020年4月22日，《絕地要塞2》及《反恐精英：全球攻势》的源码遭泄露。据Valve官方称，源码原于2017年末向合作伙伴释出，并于2018年就已泄露。此原始碼外洩事件導致遊戲遭到外掛機器人入侵，這些機器人會使用文字聊天框、遊戲內語音發表辱罵、攻擊性、擾亂言論或語音，並且使用外掛瞄準暴頭，消極進行遊戲，影響人類玩家正常的遊戲行為，破壞遊戲體驗。Valve表示：「TF2社群，我們聽到了你的聲音！我們喜歡這款遊戲，並也知道你同樣喜歡。我們了解到了這次問題有多嚴重，正在努力處理當中。」

### 行銷
為了宣傳遊戲，Valve在machinima推出了一系列的「拜見团队」（Meet the Team）廣告。該系列廣告利用遊戲引擎及稍稍比發行的遊戲較為精細的角色模型建構，它包含了個別角色的簡短影片，展示其個性與使用的戰術。這些影片常常穿插角色在遊戲中的戰鬥短片。第一部分：「拜見重裝兵」（Meet the Heavy）在2007年5月跟著該遊戲初次廣告一塊釋出。「拜見重裝兵」描寫採訪一位迷戀其大型多管加特林機槍的俄國人。「拜見火箭兵」（Meet the Solider）於2007年8月釋出，顯示火箭兵在向一堆死人頭亂講孫子兵法。「拜見工程師」（Meet the Engineer）在2007年9月公測期間釋出，該廣告描述了工程師偷了一卡車的敵資，而他非常悠哉的彈著吉他坐在卡車旁給予玩者一個非常清楚關於其步哨防禦槍能幹麼的閒聊。閒聊同時其步哨防禦槍宰了無數想攻擊他的敵人。「拜見爆破兵」（Meet the Demoman）是第一個在2007年10月遊戲正式發行後釋出的廣告，帶領玩者與爆破兵見面，他悲嘆他實際上是個「黑種蘇格蘭單眼巨人」，這表明他是多麼地罕有。在2008年4月醫療兵職業更新發行前，「拜見偵察兵」（Meet the Scout）釋出，影片中偵察兵和重機槍手不但爭奪據點，且爭奪重機槍手手中的一塊三明治。於2008年6月，「拜見狙擊手」（Meet the Sniper）釋出以推銷狙擊手職業的重大升級。在影片中，狙擊手講述作為一位專業殺手的生涯，並跟他老爸在電話中爭論瘋狂槍手和專業殺手的分別。隨著2008年8月的重大更新，另外一部廣告片「拜見三明治」（Meet the Sandvich）發表，這次是專門為新加入重機槍手武器庫的補血「三明治」做文章，影片描述從三明治的視點聽到重機槍手與火箭兵和偵察兵爭奪一塊放在冰箱的三明治。下個廣告短片「拜見間諜」（Meet the Spy）在2009年5月在行銷狙擊手與間諜職業的更新期間被人偷放到YouTube上，是關於一位紅隊間諜入侵藍隊基地的過程。羅賓·沃克在後來其TF2開發網誌上開玩笑說洩漏是故意的。Valve亦舉辦TF2週末免費試玩，刺激遊戲銷量及增加在線玩家。
「拜見同袍」系列的廣告影片是根據每種職業的配音演員的試鏡腳本；例如「拜見重裝兵」的腳本是接近“字對字”地複製重裝兵的腳本。而最近的影片，如「拜見狙擊手」，則含有較多的原始材料。該廣告影片技術並被Valve公司所使用，以幫助改善該的遊戲技術，特別是改善面部動畫，以及遊戲之中的一些新武器來源，例如重裝兵的補血「三明治」和狙擊手「瓶手道」。加布·紐維爾曾表示，Valve利用「拜見團隊」系列的廣告影片作為探索製作它們的影片故事可能性的一種手法。紐維爾認為，只有遊戲開發商才有能力把遊戲的一個有趣部分放進影片內，並認為通過衍生遊戲的影片製作將會是的唯一方式。

#### 免费模式
2011年6月23日，Valve宣布絕地要塞将采用免费模式，并通过游戏内置商店提供付费装备，包括武器和配件，并将其与Steam账号捆绑。设计者Walker宣称Valve将继续提供一些免费的新功能和新物品。Walker还宣称Valve已经意识到，絕地要塞的玩家越多，游戏拥有的价值越高。

## 抄襲
在2011年，中國迅雷推出一款名為《大衝鋒》的遊戲，而許多有玩《絕地要塞2》的人都指出這款遊戲是抄襲《絕地要塞2》，因為在裏面的介面、職業、武器以及地圖都與《絕地要塞2》相似，還不僅僅如此，在百度貼吧上，有部份愛好《大衝鋒》的玩家，稱《絕地要塞2》是抄襲《大衝鋒》的遊戲，但《絕地要塞2》的玩家也對《大衝鋒》玩家的論點進行了反駁。迅雷的官網上稱《大衝鋒》是集合來自EA、Ubi Soft、Sony、Blizzard的精英程式、策劃、設計人員共同創作的一款「能夠改變中國FPS遊戲市場」的大作，但是現在亦有全世界的《絕地要塞2》的玩家對其產生了質疑。有玩家對來自《大衝鋒》的貼圖畫質進行了測評，發現其畫質是1998年發行遊戲Half-Life系列模組就可以達到的480P解像度，僅是對模組平滑處理了而已。

## 反應
| 評論                                                              |                         |
| 評論媒體                                                          | 分數                    |
| 1UP.com                                                           | A                       |
| Eurogamer                                                         | 9/10                    |
| GameSpot                                                          | 8.5/10                  |
| GameSpy                                                           | [ 76 ]                  |
| IGN                                                               | 8.9/10                  |
| PC Gamer UK                                                       | 94%                     |
| GameDaily                                                         | 9/10                    |
| 合計的評論                                                        |                         |
| 評論媒體                                                          | 分數                    |
| Metacritic                                                        | 92%（16名人士作出評價） |
| Game Rankings                                                     | 92%（14名人士作出評價） |
| MobyGames                                                         | 90%（16名人士作出評價） |
| 獎項                                                              |                         |
| IGN2007年最佳遊戲大獎 - 最佳藝術設計                              |                         |
| 2007 1UP.com編輯推薦大獎： - 最佳多人對戰遊戲體驗 - 最佳藝術提導  |                         |
| GameSpy2007年度最佳遊戲： - 年度最佳多人對戰遊戲 - 最獨特美術設計 |                         |

《絕地要塞2》在發行後贏得了諸多好評，在Metacritic及Game Rankings的整體得分為92%。評論編輯們大多稱讚遊戲卡通風格圖形的做法，讓大家都可玩得很輕鬆。還有各職業的獨特性格及外觀讓很多評論編輯們激賞。PC Gamer UK的評論如此描述：「這是到目前為止多玩者遊戲少的那根筋。」與此相仿的，遊戲模式亦得到青睞。GamePro的評論指出該遊戲設定著眼在「簡單有趣」，同時許多遊戲評論編輯讚揚Valve對地圖「Hydro」下的功夫，以及該公司透過每個地圖的多樣性嘗試創新的遊戲模式。另外一些評論對遊戲的關卡設計、平衡性、以及強調團隊合作給予正面的評價。TF2憑多人對戰遊戲及其畫風獲得多項獎項。且作為《橙盒》的成員之一，該遊戲也一併獲得很多雜誌的年度遊戲大獎。
雖然絕地要塞2整體上評價良好，該遊戲將各個職業專有的手榴彈—在前作《絕地要塞》裡的特有功能—取消卻引起了評論編輯間的爭議。IGN對此表示失望，而PC Gamer UK卻表示：「手榴彈完全被拿掉了—謝天謝地。」其他的批評針對的問題各式各樣，如缺乏額外的加值內容像練習用機器人程式（已在後期更新中添加）、遊戲未內建小地圖使得玩者在進行遊戲時會迷路、以及某些關於醫療兵的職業本質太過被動以致於得常常重覆其工作等較溫和的批評。Valve自那時起便著手大修醫療兵職業，賦予其新的可解鎖武器與能力。

## 外部連結
- （英文） 《絕地要塞2》官方的橙盒產品網站
- （英文） 《絕地要塞2》官方開發部落格 （页面存档备份，存于）
- （繁體中文）絕地要塞2在巴哈姆特的頁面（繁體中文）
- （繁體中文）TF2官方維基百科 （页面存档备份，存于）